# Mr. Review
Mr. Review is een Nederlandse skaband uit Amsterdam.

## Biografie

### Mr. Review (1983-1999)
In 1983 bezocht Arne Visser een concert van Mark Foggo & The Secret Meeting waar hij Dr. Rude tegenkwam. Naar aanleiding van deze ontmoeting werd de band Mr. Review opgericht. De band tekende bij het Londense Unicorn Records en het debuutalbum, getiteld Walkin' Down Brentford Road, werd in 1989 wereldwijd uitgegeven. Hierna toerden ze door Europa, met als gevolg dat de band meer succes kreeg in landen als Engeland, Frankrijk en Duitsland. In 1994 nam de band het tweede studioalbum getiteld Lock, Stock & Barrel op, dat door het Duitse ska-label Grover Records werd uitgebracht. Mr. Review toerde hierna opnieuw door Europa. 

### Rude & Visser a.k.a. Mr. Review (2001-2013)
In 2001, een paar jaar na het uiteenvallen van Mr. Review, pakten Rude en Visser de draad weer op onder de naam Rude & Visser. De nieuwe groep nam een eerste ep getiteld Red Rum op. Aansluitend toerden Rude & Visser door Duitsland, Tsjechië en Zwitserland. Tevens stond er in 2003 een tournee door Spanje en Italië op het programma. In 2004 toerde de band onder de naam Rude & Visser a.k.a. Mr. Review door Duitsland, Zwitserland, Frankrijk, Italië, Spanje en Denemarken. Op 19 januari en 2 februari 2013 werden in Duitsland uiteindelijk de afscheidsconcerten gegeven, waarna de band werd opgeheven.

## Bandleden
- Dr. Rude - zang
- Arne Visser - gitaar, zang
- Annemieke Henrichs - trombone
- Chris Meer - drums
- Roel Ording - drums
- Johan Steevens - gitaar
- Loek Hauwert - basgitaar
- Rob Soria  - keyboard
- Sander Loog - saxofoon
- Pier Borkent - trompet

## Discografie

### Mr. Review
- 1989: Walkin' Down Brentford Road - studioalbum (Unicorn Records/Grover Records)
- 1994: Lock, Stock & Barrel - studioalbum (Grover Records)
- 1995: The street where I'm living - single (Grover Records)
- 1998: Keep the fire burning - livealbum (Grover Records)
- 1998: One Way Ticket to Skaville - verzamelalbum (Moon Records)
- 2010: XXV - studioalbum (MR Records)

### Rude and Visser
- 2002: Red Rum - ep (Grover Rec.)